# Neocaridina
Neocaridina is een geslacht van kreeftachtigen uit de klasse van de Malacostraca (hogere kreeftachtigen). Enkele soorten, met name de vuurgarnaal, worden regelmatig gehouden in aquaria.

## Soorten
- Neocaridina anhuiensis (Liang, Zhu & Xiong, 1984)
- Neocaridina bamana Liang, 2004
- Neocaridina brevidactyla Liang, Chen & W.-X. Li, 2005
- Neocaridina curvifrons (Liang, 1979)
- Neocaridina davidi (vuurgarnaal) (Bouvier, 1904)
- Neocaridina euspinosa Cai, 1996
- Neocaridina fukiensis (Liang & Yan, 1977)
- Neocaridina gracilipoda Liang, 2004
- Neocaridina hofendopoda (Shen, 1948)
- Neocaridina homospina Liang, 2002
- Neocaridina iriomotensis Naruse, Shokita & Cai, 2006
- Neocaridina ishigakiensis (Fujino & Shokita, 1975)
- Neocaridina ketagalan Shih & Cai, 2007
- Neocaridina keunbaei (H.S. Kim, 1976)
- Neocaridina linfenensis Cai, 1996
- Neocaridina longipoda (Cai, 1995)
- Neocaridina saccam Shih & Cai, 2007
- Neocaridina spinosa (Liang, 1964)
- Neocaridina xiapuensis Zheng, 2002
- Neocaridina zhangjiajiensis Cai, 1996
- Neocaridina zhoushanensis Cai, 1996